# Université Le Havre Normandie
 (juillet 2021).
Si vous disposez d'ouvrages ou d'articles de référence ou si vous connaissez des sites web de qualité traitant du thème abordé ici, merci de compléter l'article en donnant les références utiles à sa vérifiabilité et en les liant à la section « Notes et références ».
L'université Le Havre Normandie, de nom d’usage ULHN, fondée en 1984 à partir d'antennes de l'université de Rouen, est une université publique française située au Havre en région Normandie.

## Historique

Logo de l'université du Havre jusqu'en 2014

Fondée officiellement le 27 août 1984, l’université Le Havre Normandie a en réalité commencé ses activités en 1967 avec un département Génie électrique à Caucriauville.
Plusieurs départements seront créés par la suite, notamment celui, pluridisciplinaire, des affaires internationales en 1972. Ce dernier dépend alors administrativement de l'université de Rouen, tout comme l'IUT et l'UER des sciences et techniques.
En août 1984, l'université du Havre est créée administrativement.
L’Institut supérieur d'études logistiques (ISEL) voit le jour en 1994, suivi de l’UFR lettres et sciences humaines en 1998. L’université Le Havre Normandie compte aujourd’hui 5 composantes.
Depuis le 1er janvier 2011, l’université Le Havre Normandie est « autonome », c’est-à-dire qu’elle est passée aux responsabilités et compétences élargies (RCE) en matière de ressources humaines et de finances.
En 2014, l'université du Havre fonde, avec les autres universités et établissements d'enseignement supérieur de Normandie, la communauté d'universités et d'établissements (ComUE) Normandie Université. Cette communauté est composée de l’université de Caen Basse-Normandie, de l’université de Rouen, de deux écoles d’ingénieurs (ENSICAEN et l’INSA de Rouen) et de l’École nationale supérieure d'architecture de Normandie.

### Présidence
| Identité                                | Période | Période  | Durée |
| Identité                                | Début   | Fin      | Durée |
| --------------------------------------- | ------- | -------- | ----- |
| Guy Fleury (1941 - 2020)                | 1986    | 1989     | 3 ans |
| Michel Leduc (d)                        | 1989    | 1995     | 6 ans |
| Jacques Le Bas (d) (né en 1946)         | 1995    | 2000     | 5 ans |
| Pierre-Bruno Ruffini (d) (né en 1949)   | 2000    | 2005     | 5 ans |
| Camille Galap (né en 1965)              | 2005    | 2012     | 7 ans |
| Pascal Reghem (d) (né en 1958)          | 2012    | 2020     | 8 ans |
| Pedro Lages Dos Santos (d) (né en 1977) | 2020    | En cours | 5 ans |

## Composantes

### Unités de formation et de recherche
- UFR sciences et techniques
- Faculté des affaires internationales
  - Institut des langues et civilisations orientales
- UFR lettres et sciences humaines

### Instituts
- Institut universitaire de technologie du Havre (IUT du Havre)
- Institut supérieur d'études logistiques (ISEL)
- XL-Chem Ecole Universitaire de Recherche

### Bibliothèques
La bibliothèque universitaire du Havre est un réseau de deux bibliothèques :
- Bibliothèque centrale universitaire situé sur le site Lebon, qui offre 900 places de lecture sur 8000m2[7].
- Bibliothèque de l'IUT situé sur le campus de Caucriauville (IUT)

Elle ouvre au public en mars 2006.

### Localisation
L'université Le Havre Normandie s'étend sur trois sites :
- le Site Lebon, le plus important en termes d'effectif étudiant, et site principal, situé rue Philippe Lebon;

- le site Caucriauville, avec l'IUT, situé dans le Quartier Caucriauville

- le site Frissard, situé au  Quai Frissard

L’université Le Havre Normandie se situe  en plein cœur de la cité. A deux pas du pôle des gares, ferroviaires et routières, à proximité du centre-ville, à quelques kilomètres de la plage, elle bénéficie ainsi d’une implantation géographique privilégiée.

## Formation et recherche

### Enseignements
L'offre de formation 2017-2022 a été accréditée par le ministère chargé de l'enseignement supérieur et de la recherche. Plus de 120 diplômes nationaux sont accessibles. Ils s'appuient sur 12 laboratoires de recherches dont deux sont associés au CNRS et un à l'INERIS ainsi que des collaborations fortes avec les organisations publiques et privées.
L'offre de formation de l'Université Le Havre Normandie est composée de :
- 10 Bachelor Universitaire de Technologie (BUT)
- 26 mentions de licence ;
- 19 mentions de licence professionnelle ;
- 33 mentions de master ;

Ainsi que de nombreux diplômes universitaires (DU), chargés de répondre aux besoins spécifiques aux étudiants ou à ceux de toutes les personnes désirant se cultiver.

### Relations internationales
Les réseaux et accords internationaux comprennent plusieurs réseaux qui concernent l'enseignement et la recherche. Parmi eux : le consortium GU8, l'Unitwin Complex Systems Digital Campus Unesco, Erasmus +, ISEP, PEE, Accords bilatéraux, doubles diplômes.

### Recherche
Les laboratoires de recherche de recherche de l'université du Havre sont au nombre de douze : 
- 6 laboratoires en sciences humaines et sociales : 
  - Identités et différenciation des espaces de l'environnement et des sociétés (IDEES).
  - Centre de recherches sur les mutations du droit et les mutations sociales (CERMUD)
  - Groupe de recherche identités et cultures (GRIC)
  - Normandie innovation, marché, entreprise, consommation (NIMEC)
  - Equipe d'économie – Le Havre Normandie (EDEHN)
  - Laboratoire d'études en droits fondamentaux, des échanges Internationaux et de la mer (LexFeim) (anciennement Groupe de recherche en droit fondamental international et comparé (GREDFIC).

- 6 laboratoires en sciences et techniques :
  - Laboratoire de mathématiques appliquées du Havre (LMAH)
  - Unité de recherche en chimie organique et macromoléculaire (URCOM)
  - Groupe de recherche en électrotechnique et automatique du Havre (GREAH)
  - Laboratoire ondes et milieux complexes (LOMC) : unité mixte de recherche du CNRS[14]
  - Laboratoire d'informatique, traitement de l'information et systèmes (LITIS)
  - Stress environnementaux et biosurveillance des milieux aquatiques (SEBIO).

Un pôle de recherches en sciences humaines (PRSH) a été fondé en 2011 pour favoriser la dynamique interdisciplinaire entre les laboratoires en sciences humaines et sociales de l'université du Havre.

## Vie étudiante

### Évolution démographique
Évolution démographique de la population universitaire
| 2000  | 2001  | 2002  | 2003  | 2004  | 2005  | 2006  | 2007  |
| ----- | ----- | ----- | ----- | ----- | ----- | ----- | ----- |
| 7 111 | 6 822 | 6 624 | 6 421 | 6 557 | 6 560 | 6 370 | 6 188 |

| 2008  | 2009  | 2010  | 2011  | 2012  | 2013  | 2014  | 2015  |
| ----- | ----- | ----- | ----- | ----- | ----- | ----- | ----- |
| 6 485 | 6 957 | 6 914 | 6 895 | 6 958 | 7 250 | 7 230 | 7 479 |

| 2016  | 2017  | 2018  | 2019  | 2020  | 2021  | 2022  | - |
| ----- | ----- | ----- | ----- | ----- | ----- | ----- | - |
| 7 708 | 7 880 | 7 807 | 7 693 | 7 740 | 7 591 | 6 944 | - |